# 秘鲁红鹳
秘魯紅鸛（學名：Phoenicoparrus jamesi）是南美洲的火烈鳥。牠們在秘魯、智利、玻利維亞及阿根廷的安地斯山脈高原繁殖。牠們與安第斯紅鸛有密切關係。

## 特徵
秘魯紅鸛細小及纖小，只有約1米高。牠們主要呈淡粉紅色，在頸部及背部有鮮艷的深紅色斑紋。站立時可以見到牠們的雙翼上有一些黑色。眼睛周圍有鮮紅色的皮膚。腳呈磚紅色，而喙呈鮮黃色，末端黑色。雛鳥是呈灰色的。

## 外部連結
- Flamingo Resource Centre
- 詹姆斯火烈鳥的相片